# Misan Haldin
Misan Haldin (ur. 7 lipca 1982 w Berlinie jako  Eyinmisan Edward Ogharanemeye Haldin, od 2012 znany pod nazwiskiem Nikagbatse) – niemiecki koszykarz, występujący na pozycji rozgrywającego, reprezentant kraju, posiadający także nigeryjskie obywatelstwo.

## Osiągnięcia
Stan na 11 czerwca 2022, na podstawie, o ile nie zaznaczono inaczej.

### Drużynowe
- Mistrz:
  - FIBA Europe Cup (2004)
  - Niemiec (2001)
  - II ligi włoskiej A2 (2009)
- Wicemistrz Grecji (2002)
- Zdobywca Pucharu Grecji (2002)
- Uczestnik rozgrywek międzynarodowych:
  - Suproligi (2000/2001 – ćwierćfinały)
  - Euroligi (2001/2002 – TOP 8)
  - Pucharu ULEB (2002/2003 – TOP 16)
  - FIBA EuroCup (2003/2004, 2005/2006 – II runda)

### Reprezentacja
Seniorska
- Wicemistrz Europy (2005)
- Brązowy medalista mistrzostw świata (2002)
- Uczestnik kwalifikacji do mistrzostw Europy (2003, 2005)

Młodzieżowe
- Uczestnik:
  - turnieju Alberta Schweitzera (2000)
  - kwalifikacji do mistrzostw Europy U–20 (2002)
- Zaliczony do I składu turnieju Alberta Schweitzera (2000)